# 图夏地区圣乔瓦尼镇
图夏地区圣乔瓦尼镇（義大利語：Villa San Giovanni in Tuscia）是意大利维泰博省的一个市镇。总面积5.25平方公里，人口1352人，人口密度257.5人/平方公里（2009年）。ISTAT代码为056046。